# Петер Герлах
Петер Герлах (нім. Peter Gerlach; 25 лютого 1922, Мемель — 30 березня 1944, Середземне море) — німецький офіцер-підводник, оберлейтенант-цур-зее крігсмаріне.

## Біографія
1 грудня 1939 року вступив на флот. З 1 травня по 29 червня 1941 року пройшов практику вахтового офіцера на допоміжному кораблі «Гайнц» і підводному човні U-80, з 30 червня 1941 по 11 січня 1942 року — курс підводника, з 12 січня по 13 лютого — курс командира взводу. З 14 лютого 1942 року — 2-й, з 20 грудня 1942 року — 1-й вахтовий офіцер на U-453, на якому взяв участь у 9 походах. 16 серпня 1943 року переданий в розпорядження 24-ї флотилії. З 1 вересня по 5 жовтня 1943 року пройшов курс командира човна. 6 жовтня 1943 року переданий в розпорядження 7-го дивізіону з вивчення будови військових кораблів. З 20 жовтня по 15 листопада 1943 року пройшов тактичну підготовку в 27-й флотилії.
З 20 листопада 1943 по 8 січня 1944 року — командир U-37, з 12 січня 1944 року — U-223, на якому здійснив 2 походи (разом 40 днів у морі). 29 березня 1944 року U-223 був виявлений північніше Палермо сонаром ASDIC британського есмінця «Ульстер». Вранці 30 березня човен був атакований північно-східніше Палермо глибинними бомбами британських есмінців «Лафорей» і «Тьюмалт», що вимусило його спливти на поверхню й вступити в артилерійську дуель. U-223 потопив «Лафорей» водотоннажністю 1935 тонн; 189 з 258 членів екіпажу есмінця загинули. Незабаром підійшли есмінці «Гамблдон» і «Бленкатра» і в результаті перестрілки U-223 був затоплений. 27 членів екіпажу човна були врятовані, 23 (включаючи Герлаха) загинули.

## Звання
- Кандидат в офіцери (1 грудня 1939)
- Морський кадет (1 травня 1940)
- Фенріх-цур-зее (1 листопада 1940)
- Оберфенріх-цур-зее (1 листопада 1941)
- Лейтенант-цур-зее (1 квітня 1942)
- Оберлейтенант-цур-зее (1 грудня 1943)

## Нагороди
- Нагрудний знак мінних тральщиків (1 квітня 1941)
- Нагрудний знак підводника (21 липня 1942)
- Залізний хрест
  - 2-го класу (25 липня 1942)
  - 1-го класу (7 лютого 1943)